# サラー・カマンガー
サラー・カマンガー（Salar Kamangar、ペルシア語: سالار کمانگر、1977年 - ）は、アメリカ合衆国の経営者。元YouTubeのCEO。

## 経歴
1977年、イランのテヘランで生まれた。スタンフォード大学で生物科学の学士号を取得し、1998年に卒業した。
1999年、Googleに入社し、9人目の従業員となる。Googleグループの立ち上げやAdWordsの統括に携わった。
2010年10月、YouTubeのCEOを退任したチャド・ハーリーの後任として、YouTubeのCEOに任命された。
2014年2月、YouTubeのCEOを退任することを発表した。その後はGoogleにて新たなプロジェクトに取り組むという。YouTubeの後任のCEOにはスーザン・ウォシッキーが就任した。